# Mohías
Mohías ist eines von acht Parroquias in der Gemeinde Coaña der autonomen Gemeinschaft Asturien in Spanien.

## Geographie
Mohías ist ein Parroquia mit 982 Einwohnern (2011) und einer Grundfläche von 6,37 km². Es liegt auf 2 m über dem Meeresspiegel. Der Ort liegt 6,2 km vom Hauptort Coaña der gleichnamigen Gemeinde entfernt.

## Wirtschaft
Die Landwirtschaft und der Fischfang prägen seit alters her die Region.

## Klima
Angenehm milde Sommer mit ebenfalls milden und bis auf die Hochlagen selten strengen Wintern.

## Sehenswürdigkeiten
- Castro de Mohías
- Castro de Coaña

## Dörfer und Weiler in der Parroquia
- La Reguera (A Regueira)
- Astás
- El Espín (L'Espín)
- Fojos (Foxos)
- Los Villares (Os Villares)
- Medal
- Mohías (Moías)
- Ortiguera (Ortigueira)
- Rabeirón
- Vega de Pindolas (Veiga de Pindolas)